# (8164) Andreasdoppler
(8164) Andreasdoppler est un astéroïde de la ceinture principale.

## Description
(8164) Andreasdoppler est un astéroïde de la ceinture principale. Il fut découvert le 16 octobre 1990 à La Silla par Eric Walter Elst. Il présente une orbite caractérisée par un demi-grand axe de 2,27 UA, une excentricité de 0,09 et une inclinaison de 4,6° par rapport à l'écliptique.

## Compléments